# ملعب الحبيب بوعقل
ملعب الحبيب بوعقل أنشأ سنة 1927. كان يسمى سابقا ملعب آلندا ثم ملعب فانسون مونريال، هو ثاني أكبر وأهم ملعب في وهران، يتسع لـ20 ألف متفرج، يلعب فيه نادي جمعية وهران لكرة القدم.